# 先生店镇
先生店镇，是中华人民共和国安徽省六安市金安区下辖的一个乡镇级行政单位。2022年5月，撤乡设镇。

## 行政区划
先生店镇下辖以下地区：
先生店村、硖石村、钱圩村、松店村、青峰村、大旺村、七星村、陈大庄村、范庵村、鲍湾村、南四十铺村和街中村。